# Liste der Außenminister Angolas
Dies ist eine Liste der Außenminister der Republik Angola seit der Unabhängigkeit von Portugal 1975. Der aktuelle Außenminister Tete António ist seit dem 11. April 2020 im Amt.

## Außenminister
| Porträt | Name Lebensdaten                                                    | Amtszeit  |
| ------- | ------------------------------------------------------------------- | --------- |
|         | José Eduardo dos Santos (* 28. August 1942; † 8. Juli 2022)         | 1975–1976 |
|         | Paulo Teixeira Jorge (* 1934; † 26. Juni 2010)                      | 1976–1984 |
|         | José Eduardo dos Santos (* 28. August 1942; † 8. Juli 2022)         | 1984–1985 |
|         | Afonso Van-Dúnem M’Binda (* 7. September 1941; † 14. November 2014) | 1985–1989 |
|         | Pedro de Castro Van-Dúnem (* 1942; † 23. September 1997)            | 1989–1992 |
|         | Venâncio da Silva Moura (* 1934; † 6. März 1999)                    | 1992–1999 |
|         | João Bernardo de Miranda (* 18. Juli 1952)                          | 1999–2008 |
|         | Assunção dos Anjos (* 13. Februar 1946; † 12. Dezember 2022)        | 2008–2010 |
|         | George Chicoti (* 16. Juni 1955)                                    | 2010–2017 |
|         | Manuel Domingos Augusto (* 1957)                                    | 2017–2020 |
|         | Tete António (* 1955)                                               | seit 2020 |